# Jens Erik Fenstad
Jens Erik Fenstad (* 15. April 1935 in Trondheim; † 13. April 2020) war ein norwegischer Mathematiker.
Fenstad studierte an der Universität Oslo mit dem Kandidatenabschluss 1959. Er war ein Schüler von Thoralf Skolem. Danach forschte er in Oslo und an der University of California, Berkeley. Von 1968 bis zur Emeritierung 2003 war er Professor für mathematische Logik in Oslo. Von 1989 bis 1992 war er dort Prorektor.
Er war Mitglied der Norwegischen Akademie für Wissenschaft und Literatur und der Academia Europaea sowie Ehrendoktor der Universität Uppsala. Er war Vorsitzender der Norwegischen Mathematischen Gesellschaft, Präsident der Division für Logik, Methodologie und Wissenschaftstheorie der Internationalen Vereinigung für Wissenschaftsgeschichte und -theorie (1991–1995), einer der Begründer des Abel-Preises und Herausgeber der Fachzeitschrift Nordisk Matematisk Tidsskrift.
Er war ab 2004 Vorsitzender der World Commission of Ethics (COMEST) der UNESCO. 2011 wurde er Ritter 1. Klasse des Sankt-Olav-Ordens.
1970 gab er in Oslo die Gesammelten Werke in Logik von Skolem heraus. Fenstad starb im April 2020, zwei Tage vor seinem 85. Geburtstag an den Folgen einer COVID-19-Infektion.

## Schriften (Auswahl)
- General Recursion Theory. An axiomatic approach. Springer, Berlin u. a. 1980, ISBN 3-540-09349-4.
- mit Sergio Albeverio, Raphael Høegh-Krohn, Tom Lindstrøm: Nonstandard methods in stochastic analysis and mathematical physics (= Pure and Applied Mathematics. 122). Academic Press, Orlando FL 1986, ISBN 0-12-048860-4.
- mit Johan van Benthem, Per-Kristian Halvorsen, Tore Langholm: Situations, Language and Logic (= Studies in Linguistics and Philosophy. 34). Reidel, Dordrecht u. a. 1987, ISBN 1-55608-048-4.
- Grammar, geometry, & brain (= CSLI Lecture Notes. 200). CSLI Publications, Stanford CA 2010, ISBN 978-1-57586-592-8.